# 味わいぶらり旅
『JR九州プレゼンツ 味わいぶらり旅』（ジェイアールきゅうしゅうプレゼンツ あじわいぶらりたび）は、2004年4月から2012年3月25日まで九州地方のJNN系列で放送されていた紀行番組。

## 内容
- RKBが制作幹事社（地元系列局も協力）。JR九州の一社提供である。
- 九州の豊かな食を、食にこだわりを持つ著名人が生活者の目線でその魅力を伝える。（基本的に2回連続で担当する）2010年4月4日放送分より、リニューアルと同時にタイトルロゴが一新、ホームページ上で番組本編（オープニング等は除く）の動画配信も開始した。
  - 2010年3月までは、2回連続で九州になじみの深い芸能人がその土地を紹介するものだった。ただし、時折ネット局の女性地元レポーターが紹介する回もあり。2009年3月まではナレーションをRKBの坂田周大アナウンサーが担当していた。
- ナレーションは田中友英と池尻和佳子（共にRKBアナウンサー）。
- 取材対象は基本的に九州内であるが、稀にJR西日本の営業エリアである山口県やJRの鉄道がない沖縄県、さらにグループ企業のJR九州高速船が福岡 - 釜山間の国際航路を有している関係からか、韓国の食や観光地が紹介されることもあった。

## ネット局
| 放送対象地域 | 放送局             | 系列    | 放送日時           | ネット状況 |
| ------------ | ------------------ | ------- | ------------------ | ---------- |
| 福岡県       | RKB毎日放送（RKB） | TBS系列 | 日曜 10:15 - 10:30 | 【幹事局】 |
| 長崎県       | 長崎放送（NBC）    | TBS系列 | 日曜 10:15 - 10:30 | 同時ネット |
| 熊本県       | 熊本放送（RKK）    | TBS系列 | 日曜 10:15 - 10:30 | 同時ネット |
| 大分県       | 大分放送（OBS）    | TBS系列 | 日曜 10:15 - 10:30 | 同時ネット |
| 宮崎県       | 宮崎放送（MRT）    | TBS系列 | 日曜 10:15 - 10:30 | 同時ネット |
| 鹿児島県     | 南日本放送（MBC）  | TBS系列 | 日曜 10:15 - 10:30 | 同時ネット |

### 備考
- 琉球放送（RBC）とテレビ山口（tys）では、JR九州の営業エリア外となっているため、一切放送されなかった[注 2]。
- 過去に山陽放送（RSK）[注 3]でも単発で放送されたことがある。
- 2011年6月から毎日放送（MBS）で土曜 5:30 - 5:45に放送された（第1土曜日は『MBSマンスリーリポート』のため休止）。これは、九州新幹線の全線開業で関西から熊本や鹿児島まで一本で行けるようになり、九州の味の魅力をPRするためにネットを始めたものといわれる。
- 2012年1月から中部日本放送（CBC）[注 4]で土曜 5:00 - 5:15にて放送されていた。
- 2012年3月25日を以って最終回となり、8年間の放送に幕を閉じた。後継番組は、『列車に乗って』。

### 前身の番組
この時間のJR九州一社提供・ブロックネット枠の番組は、『九州が知りたい』がそのルーツである。内容はおおよそ以下のとおり。
- RKBの女性アナウンサーがスタジオ進行
- 各参加局の女性アナウンサー・リポーターが列車を利用した旅情報を提供
- 旅ちょっといい話（視聴者からのお便り紹介）
- JR九州からのお知らせ

その後、2004年3月まで放送の『駅におりたら』に改められた。基本形はこの番組と変わらないが、違いとしては以下の点が挙げられる。
- 女性リポーターによる土地紹介（ほぼ1回で完結）
- 放送時間帯（例：RKBでは日曜11時15分から15分間など）

### 同種の番組
- この枠の前（10:00 - 10:15）では、長寿番組『窓をあけて九州』が放送されている。提供は九州電力。やはり同社の営業エリアの関係で、RKBが制作幹事、この番組の放送局による共同制作・同時ネットとなっている。この番組と同日に終了。
- RKB制作で2006年4月より1年間『黄金ディッシュ』が放送されていた。提供はフランソア。
- 九州朝日放送（KBC）は、同じ日曜日の午後に『るり色の砂時計』を放送しているが、こちらは統一スポンサーがない。この番組と同日に終了。
- 福岡放送（FBS）でも、かつてJR九州一社提供で九州の日本テレビ系列局ブロックネットで『一駅一話ふれ愛の旅』という番組を放送していた。内容は『駅におりたら』にほぼ準ずる。